# Heinrich Joseph Wassermann
Heinrich Joseph Wassermann   (Schwarzbach, 3 d'abril de 1791 - Riehen, 3 de setembre de 1838) fou un violinista, compositor i director d'orquestra alemany-suís.

## Vida i carrera
Wassermann va néixer a Schwarzbach prop de Fulda, fill del músic del poble, Johann Wassermann (1757-1815). Després de ser ensenyat per primera vegada el 1802 per Michael Henkel a Fulda, va ocupar llocs de magisteri i posteriorment va tocar en diverses orquestres de poble. El 1810 fou ensenyat pel violinista Louis Spohr a Gotha. El seu bon testimoni el va valer com a músic de cambra a l'Orquestra de la Cort de Meiningen el 1811. El 1817 va seguir la crida com a director musical de l'"Allgemeine Musik-Gesellschaft Zurich". De 1820 a 1829 fou primer violinista a la capella de la cort de Donaueschingen. Aquesta posició li va permetre emprendre viatges de concerts i estudis, entre d'altres a Darmstadt i amb l'organista de la cort Christian Heinrich Rinck. El 1829 es va convertir en director musical de la "Société de musique" de Ginebra, el mateix any va obtenir un treball a Basilea.
Va morir a Riehen a prop de Basilea amb només 47 anys.